# Río San Nicolás (Filipinas)
Río San Nicolás (también llamado Río Bay o Río Sapang (en tagalo: Ilog ng Bay) es un sistema fluvial en la municipalidad de Bay, Laguna, al norte de las Islas Filipinas. Es uno de los 21 principales afluentes de la Laguna de Bay, y es la más meridional de los dos pequeños ríos que pasan por el Lugar y van hacia la laguna.
El otro es el río Calo (tagalo: Ilog Calo), otro afluente de la Laguna de Bay, al norte. En términos geográficos, estos dos ríos crean el área principal de la ciudad de Bahía dejando por siglos muchos depósitos aluviales en la parte inferior de la llanura cerca a la Laguna de Bay.